# Pertusaria hadrocarpa
Pertusaria hadrocarpa är en lavart som beskrevs av Zahlbr. Pertusaria hadrocarpa ingår i släktet Pertusaria och familjen Pertusariaceae.   Inga underarter finns listade i Catalogue of Life.